# Jack McLoughlin
Jack Alan McLoughlin (ur. 1 lutego 1995 w Brisbane) – australijski pływak specjalizujący się w stylu dowolnym, wicemistrz olimpijski, złoty medalista igrzysk Wspólnoty Narodów (2018).

## Kariera
W 2016 roku podczas igrzysk olimpijskich w Rio de Janeiro na dystansie 1500 m stylem dowolnym z czasem 14:56,02 min zajął dziewiąte miejsce i nie zakwalifikował się do finału.
Rok później, na mistrzostwach świata w Budapeszcie uplasował się na 11. pozycji w konkurencji 1500 m stylem dowolnym (15:01,55 min). Na 800 m stylem dowolnym był trzynasty (7:53,51 min).
Podczas igrzysk Wspólnoty Narodów w Gold Coast w 2018 roku zdobył złoty medal na 1500 m stylem dowolnym, uzyskawszy czas 14:47,09 min. Wywalczył również srebro na 400 m tym samym stylem (3:45,21 min).